# Andreas Krause (Pokerspieler)
Andreas „Andy“ Krause (* 16. November 1967) ist ein ehemaliger deutscher Fußballspieler und seit 1999 professioneller Pokerspieler.

## Karriere

### Fußballspieler
Krause begann in Meimsheim beim ortsansässigen Mehrspartenverein TSV Meimsheim im Landkreis Heilbronn in Baden-Württemberg mit dem Fußballspielen und setzte es in der Jugendabteilung des VfR Heilbronn fort. Zur Saison 1986/87 stieg er in die erste Mannschaft auf, für die er in der drittklassigen Oberliga Baden-Württemberg spielte und am Saisonende mit dem Aufsteiger umgehend in die Verbandsliga Württemberg abstiegsbedingt zurückkehrte. Nach zwei Spielzeiten in der viertklassigen Verbandsliga, kehrte er zurück in die Oberliga Baden-Württemberg, da er von 1989 bis 1991 für den FC Marbach aktiv war. Zur Saison 1991/92 wurde er vom Bundesliga-Neuling Stuttgarter Kickers verpflichtet, für den er am 16. November 1991 (18. Spieltag) beim 3:0-Sieg im Heimspiel gegen Borussia Mönchengladbach, mit Einwechslung für Matthias Imhof in der 69. Minute eingewechselt, debütierte. Bei der 1:3-Niederlage am 14. Dezember 1991 (22. Spieltag) im Auswärtsspiel gegen Bayer 04 Leverkusen spielte er 90 Minuten lang.
Des Weiteren bestritt er das mit 3:1 nach Verlängerung gegen den VfB Leipzig gewonnene Drittrunden- und das mit 2:1 nach Verlängerung beim SC Viktoria Köln gewonnene Achtelfinalspiel im DFB-Pokal-Wettbewerb. Während seiner Stuttgarter Zeit studierte er nebenher Sport und Wirtschaftswissenschaften.
Nach dem Abstieg in die 2. Bundesliga 1992/93 kam er in acht Punktspielen zum Einsatz. In der Saison 1993/94 kam er für den 1. FC Pforzheim einzig im Erstrundenspiel im DFB-Pokal-Wettbewerb bei der 0:4-Niederlage im Heimspiel gegen den 1. FC Kaiserslautern zum Einsatz.

### Pokerspieler
Krause entdeckte Poker im Jahr 1998 für sich. Im Mai 1999 wurde er Europameister in Baden-Baden. Dafür gewann er ein Turnier in der Variante No Limit Hold’em und eine Siegprämie von knapp 50.000 Euro. Im Jahr 2000 gewann er in Las Vegas ein Turnier in Seven Card Stud High/Low und 52.800 US-Dollar. Im Mai 2000 sicherte er sich bei der World Series of Poker fast ein Bracelet. Er wurde in derselben Variante Zweiter und gewann 64.500 US-Dollar. 2005 bekam Krause 83.000 Euro für seinen Sieg in Amsterdam bei einem Turnier in Pot Limit Omaha der Master Classics of Poker. 2007 gewann er in Wien 102.650 Euro für einen zweiten Platz bei einem Hold’em-Turnier. Bei der WSOP 2007 gelang ihm im Juni 2007 der Sprung an den Finaltisch des 1500 $ No Limit Hold’em (2998 Spieler und Preispool 4,5 Millionen US-Dollar). Krause belegte den sechsten Platz und gewann 94.000 US-Dollar. Beim Main Event belegte er den 110. Platz und gewann knapp 60.000 US-Dollar. Im Juli 2007 siegte er bei einem Turnier in Velden am Wörther See und überschritt aufgrund der Siegprämie von 24.600 Euro als erster deutscher Pokerspieler die summierte Turnierpreisgeldgrenze von einer Million US-Dollar.
Insgesamt hat sich der in Weinsberg lebende Krause mit Poker bei Live-Turnieren knapp 2,5 Millionen US-Dollar erspielt.